# Havas
Havas — французская многонациональная компания, одна из крупнейших глобальных рекламных и коммуникационных групп.
Она функционирует в более чем ста странах мира.
Компания предлагает широкий спектр коммуникационных услуг, включая цифровые: прямой и спортивный маркетинг, интерактивные мультимедийные и корпоративные коммуникации, медиапланирование, управление персоналом, дизайн, пиар и инновационный консалтинг (блокчейн Havas).

## История
В 1830 году во Франции была провозглашена свобода печати, после этого появилось много новых газет. В 1832 году Шарль-Луи Гавас основал бюро, которое снабжало французские газеты переводами зарубежных публикаций. В 1835 году Гавас основал первое французское информационное агентство, Havas, с 1851 года оно начало предоставлять рекламные услуги. Позже бывшие сотрудники агентства Гаваса открыли свои информационные агентства в Лондоне (Пауль Рейтер) и Берлине (Бернхард Вольф); в 1856 году три агентства заключили соглашение об обмене новостями. Агентства поделили сферы влияния по всему миру, за исключением США, где все три агентства подписали отдельные соглашения с американским Associated Press. В 1879 году агентство Гаваса стало публичной компанией. К концу XIX века Havas приобрело большое влияние, являясь монополистом на рынке новостей во Франции и имея прибыльный рекламный бизнес, в частности получило эксклюзивное право на рекламу в Парижском метро; крупные суммы получались агентством от правительств Франции и других стран, а также от промышленников, за склонение общественного мнения в ту или иную сторону. Большую роль играло партнёрство с банком Paribas. В 1914 году было поглощено рекламное агентство Société Générale des Annonces.

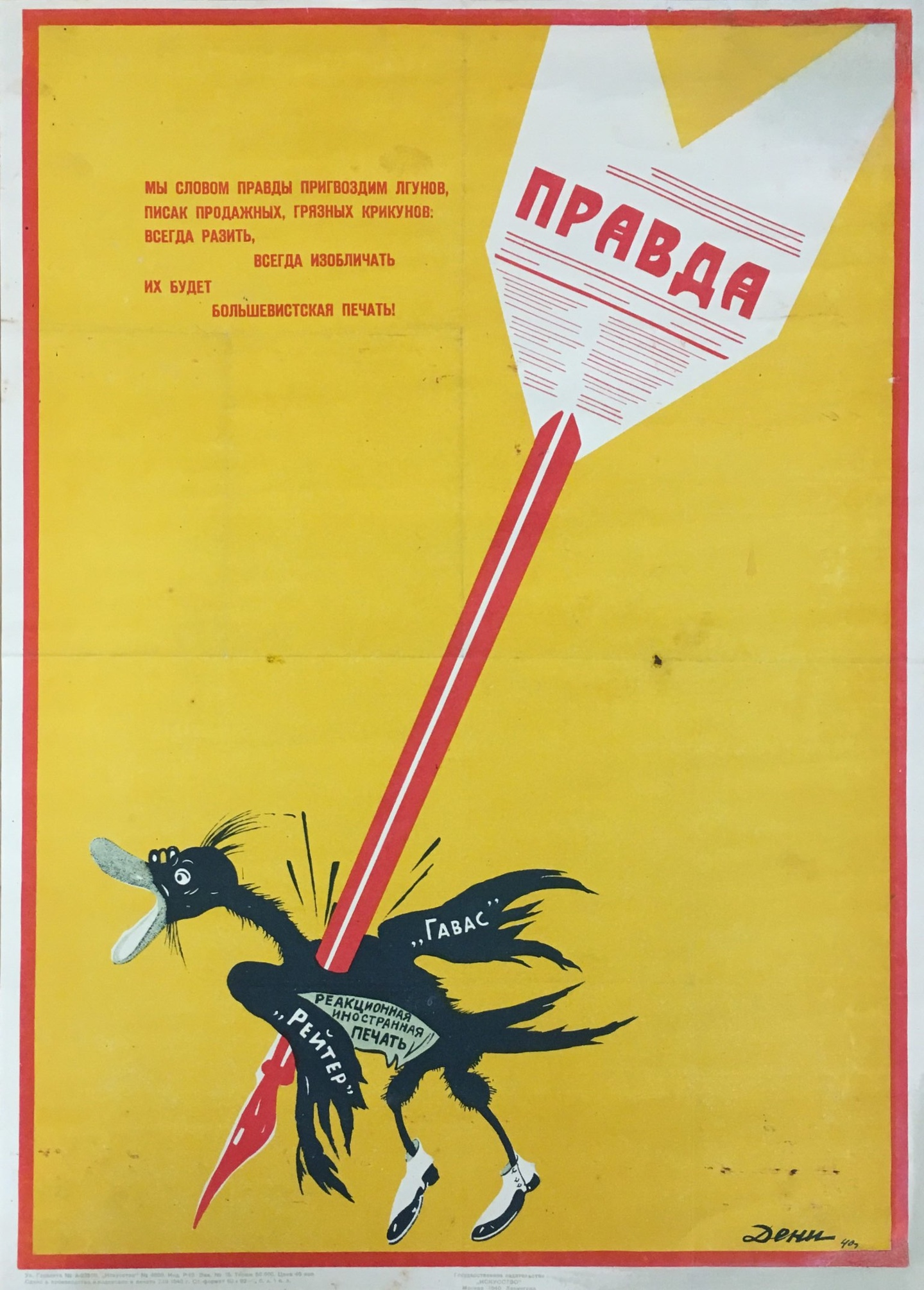
Советский антигавасовский пропагандистский плакат

С началом Второй мировой войны партнёрство Havas, Wolf, Reuter и Associated Press распалось. Havas пошло на сотрудничество с немецкими оккупантами и режимом Виши. В 1945 году Havas было национализировано и стало сугубо рекламным агентством, информационное агентство отделилось в Франс Пресс. К 1952 году оборот от рекламы достиг довоенного уровня, а затем начал быстро расти благодаря развитию рекламы на радио и телевидении; появились другие интересы, такие как туристический бизнес и доли в различных масс-медиа. В 1974 году рекламный бизнес был выделен в дочернюю компанию Eurocom. В 1984 году при участии Havas был запущен первый во Франции кабельный телеканал Canal+. В 1987 году компания Havas была приватизирована. В 1992 году была поглощена рекламная группа RSCG (Roux, Séguéla, Cayzac, Goudard), она была объединена с Eurocom под названием Euro-RSCG (с 1996 года — Havas Advertising, на то время 7-е крупнейшее рекламное агентство в мире). В начале 1990-х годов Havas вышла на рынки восточноевропейских стран (Польши, Чехии, Словакии и Венгрии).
В 1997 году контролирующим акционером Havas стала Compagnie Générale des Eaux (CGE), которая находилась в процессе трансформации из водопроводной монополии в медиаконгломерат, получивший название Vivendi. В марте 1998 года CGE полностью выкупила акции Havas. В июне 1998 года было продано туристическое подразделение Havas Voyages (его за 1 млрд франков купила American Express). В то же время было куплено несколько издателей медицинской и учебной литературы во Франции и Испании. В ноябре 1998 года была куплена американская компания Cendant Software, издатель компьютерных игр и обучающих программ; она была переименована в Havas Interactive.
В 2000 году Havas была переименована в Vivendi Universal Publishing, в то же время рекламная дочерняя компания Havas Advertising стала самостоятельной с листингом акций на бирже Euronext. С 2001 года Vivendi начала нести большие убытки, и в 2002 году большинство издательских активов, включая входившие в Vivendi Universal Publishing, были проданы.
В период с 1998 по 2001 год, в конце волны консолидации в секторе рекламы и коммуникаций, Havas Advertising приняла агрессивную стратегию поглощения, чтобы самой не стать его объектом после обретения независимости от Havas. Оказаться более крупным и глобальным игроком ей помогло приобретение Media Planning Group и Snyder, а также около сотни специализированных агентств в Америке, Европе и Азиатско-Тихоокеанском регионе. Глава издательского холдинга Publicis groupe Морис Леви назвал стратегию «безрассудной».
Snyder Communications была куплена в апреле 2000 года за 2,1 млрд долларов. Эта компания входила в число коммуникационных групп, контролируемых Дэниелом Снайдером, её деятельность в основном заключалась в аутсорсинге маркетинговых услуг, она включала рекламные агентства Bounty SCA Worldwide, Arnold Communications и Brann Worldwide. По итогам сделки акции Havas начали котироваться на бирже Nasdaq, но были сняты с листинга 28 июля 2006 года.
В июле 2004 года группа Bolloré начала приобретать акции Havas и к 2005 году собрала 22 % акций, получила 4 места в совете директоров Havas и взяла компанию под свой контроль. Председатель и главный исполнительный директор Havas Ален де Пузильяк был отправлен в отставку 21 июня 2005 года. За этим последовали и другие изменения на уровне управления и руководства. Совет директоров назначил независимого неисполнительного директора Ричарда Колкера временным генеральным. 12 июля 2005 года Havas назначила Венсана Боллоре председателем совета, а опытного банкира Филиппа Валя — главным исполнительным директором. В марте 2006 года новым гендиректором стал Фернандо Родес Вил, сын основателя Media Planning Леопольдо Родеса Кастаньеса.
В марте 2015 года группа Bollorė продала 22,5 % акций компании за 601 млн евро, однако заявила о своём намерении оставаться мажоритарием. В 2017 года Bollorė передала Havas в подчинение Vivendi в обмен на пакет её акций, что позволило увеличить долю Bollorė в Vivendi до контрольного пакета.
В ноябре 2017 года Havas приобрела базирующееся в Малайзии агентство Immerse, оно было переименовано в Havas Immerse.
В декабре 2024 года акции Havas были размещены на бирже Euronext Amsterdam. Первоначально акции были распределены среди акционеров Vivendi, в результате крупнейшим акционером Havas стала группа Bolloré (31 % акций).

## Деятельность
Выручка за 2023 год составила 2,87 млрд евро (27 % выручки всей группы Vivendi). Распределение выручки по регионам: Европа — 48 %, Северная Америка — 36 %, Азия и Африка — 9 %, Латинская Америка — 7 %.
Подразделения:
- Havas Creative — разработка рекламной стратегии, производство рекламных материалов, включает агентства Arnold, Boondoggle, Buzzman, Camp + King, Havas Formula, Conran Design Group, Havas Riverorchid, Host Havas, One Green Bean, Battery, ROSA PARIS, Gate One, W&Cie и BLKJ, 42 % выручки;
- Havas Health & You — реклама в области здравоохранения, включает рекламные агентства Havas Life, Health4Brands, Havas Lynx, Red Havas, HHCX и др., 25 % выручки;
- Havas Media — размещение различных видов рекламы в более, чем 100 странах, 33 % выручки.

| ГодВеличина          | 2003 | 2004 | 2005 | 2006 | 2007 | 2008 | 2009 | 2010 | 2011 | 2012 | 2013 | 2014 | 2015 | 2016 | 2017 | 2018 | 2019 | 2020 |
| -------------------- | ---- | ---- | ---- | ---- | ---- | ---- | ---- | ---- | ---- | ---- | ---- | ---- | ---- | ---- | ---- | ---- | ---- | ---- |
| Оборот               | 1645 | 1491 | 1461 | 1472 | 1532 | 1568 | 1441 | 1558 | 1645 | 1778 | 1772 | 1865 | 2188 | 2276 | 2259 | 2319 | 2378 | 2137 |
| Операционная прибыль | -396 | 34   | 152  | 140  | 169  | 188  | 180  | 202  | 220  | 240  | 245  | 263  | 315  | 329  |      |      |      |      |
| Чистая прибыль       | 34   | 52   | 59   | 46   | 83   | 104  | 92   | 110  | 120  | 126  | 128  | 140  | 172  | 177  |      |      |      |      |
| Собственный капитал  |      | 812  | 925  | 943  | 978  | 1015 | 1085 | 1200 | 1302 | 1131 | 1259 | 1447 | 1638 | 1752 |      |      |      |      |
| Финансовые долги     | 000  | 308  | 417  | 382  | 226  |      |      |      |      |      |      | 480  | 616  | 661  |      |      |      |      |

Havas — медиахолдинговая компания, дочерние компании которой предоставляют консультационные услуги в области коммуникаций с помощью традиционных рекламных средств массовой информации (телевидения, радио и печати), а также различные маркетинговые услуги, такие как управление рекламой, прямой маркетинг, продвижение продаж, корпоративные коммуникации, блокчейн и маркетинг ICO, коммуникации в сфере здравоохранения, внутренние коммуникации, спонсорство на телевидении, дизайн, коммуникации с персоналом и интерактивные коммуникации.
В конце 2012 года сеть агентств, когда-то известная как Euro RSCG, была переименована в «Havas Worldwide». Другие рекламные агентства, принадлежащие Havas, такие как Arnold Worldwide, сгруппированы в «Havas Creative» — медиа-подразделение остается «Havas Media». Для работы в подразделениях Creative и Media создан зонтичный бренд — Havas Digital Group.

## Дочерние компании
Дочерние компании по состоянию на 2023 год:
- Havas Health, Inc. (США, 100 %)
- Havas Media Group USA, LLC (США, 100 %)
- Havas Worldwide New York, Inc. (США, 100 %)
- BETC (Франция, 100 %)
- Creative Lynx Ltd. (Великобритания, 100 %)
- Havas Paris (Франция, 100 %)
- Havas Media Ltd. (Великобритания, 100 %)
- Gate One Ltd. (Великобритания, 77 %)
- Havas Media France (Франция, 100 %)
- Havas Media Germany GmbH (Германия, 100 %)